# Navas del Rey
Navas del Rey település Spanyolországban, Madrid tartományban. Navas del Rey Aldea del Fresno, Chapinería, Colmenar del Arroyo, Robledo de Chavela, Cebreros és San Martín de Valdeiglesias községekkel határos. Lakosainak száma 3347 fő (2024).

## Népesség
A település népessége az utóbbi években az alábbiak szerint változott:
| Lakosok száma | 1746 | 2196 | 2369 | 2529 | 2666 | 2640 | 2751 | 2918 | 3134 | 3347 |
|               | 2001 | 2004 | 2007 | 2009 | 2012 | 2014 | 2017 | 2019 | 2022 | 2024 |